# Hybomitra quelenneci
Hybomitra quelenneci är en tvåvingeart som beskrevs av Percy Edward Raymond och Taufflieb 1976. Hybomitra quelenneci ingår i släktet Hybomitra och familjen bromsar.
Artens utbredningsområde är Senegal. Inga underarter finns listade i Catalogue of Life.